# Didier Blasco-Giavitto
 (juin 2022).
Si vous disposez d'ouvrages ou d'articles de référence ou si vous connaissez des sites web de qualité traitant du thème abordé ici, merci de compléter l'article en donnant les références utiles à sa vérifiabilité et en les liant à la section « Notes et références ».
Pour les articles homonymes, voir Blasco.
Didier Blasco-Giavitto  est un réalisateur et scénariste français, né à Aix-en-Provence.

## Biographie
Après des études à la Villa Arson de Nice (il a été l’assistant de Ben), Didier Blasco-Giavitto intègre la FEMIS et collabore en tant que scénariste au court métrage de François Ozon, La Petite Mort.
Après cette écriture, il décide de mettre en scène lui-même ses propres textes. Suivent plusieurs courts métrages avec son acteur fétiche Jean-Christophe Bouvet dont Un arrangement, l’un des courts français les plus programmés en 1998 dans les festivals étrangers, remarqué pour un regard cru sur l'homosexualité.
La même année il réalise Pain au chocolat avec Philippe Lefebvre et Mathieu Delarive dans les rôles principaux.
Il n’abandonne pas pour autant les arts plastiques puisqu’il travaille comme décorateur et plasticien sur le film de Jacques Maillot Nos vies heureuses (sélection officielle Cannes 1999).  
Il tourne ensuite une comédie sur le milieu de l’art contemporain, Le chien, le chat et le cibachrome, avec Éric Génovèse et Lucia Sanchez.
En 2008, il réalise Abattoir, un court métrage fantastique avec François Delaive, l’acteur de La Petite Mort, et Valérie Donzelli dans les rôles principaux. Le film bénéficie d’une bonne audience sur Canal+ et est primé à l’étranger.
En 2009, il réalise pour la case Medium d'Arte le moyen métrage ToiletZone, d'après le roman Gents de Warwick Collins. Le film obtient le Best Short Film – Audience Award Queer Lisboa 2010. 
Avenue de France est son dernier court métrage réalisé en 2010 avec le soutien de TPS Star. Ce film obtient le prix du Festival de Mougon ainsi que le prix Cin’écran - Jury Jeunes aux Dixièmes Rencontres du Cinéma Européen de Vannes.
Parallèlement, Didier Blasco-Giavitto poursuit une carrière de musicien au sein du groupe de musique électronique Les Dupont.
Également mixeur pour le cinéma, il a travaillé en 2019 sur les films de Rémi Lange L’œuf dure et Prouve que tu es gay.
En 2020 il co-monte, met en musique et mixe le film de Sophie Blondy Je reviens vers moi qui obtient le prix de la meilleure photographie en noir et blanc au festival Santa Monica Shorts Films 2021.
En 2022, il travaille à nouveau avec Rémi Lange sur son film Aboubakar et moi (chronique d'un confinement) en tant que mixeur, compositeur et directeur artistique.

## Filmographie
- 1995 : Premières lueurs du jour
- 1996 : Des Progrès en amour
- 1997 : Un Sacrifice
- 1998 : Un Arrangement
- 1998 : Pain au chocolat
- 2001 : Le chien, le chat et le cibachrome
- 2002 : Gay refuge
- 2003 : Aux folles les pompiers !
- 2007 : Abattoir
- 2009 : ToiletZone
- 2010 : Avenue de France